# Holmdräkten
Holmsdräkten är en folkdräkt från Holms socken i Halmstad kommun i Halland. Dräkten rekonstruerades 1927.

## Kvinnodräkten
Kvinnodräkten består av en vit linnesärk dekorerad med röda smocksömsbroderier. Den har en röd yllekjol med grön kantskoning. Till kjolen bärs ett vitt förkläde och ett halskläde i tyll. Ovanpå särken bärs ett randigt livstycke, och en ljus broderad bindmössa med stycke. På Halmstad museum finns livstycke, halskläde och mössa som dräktdelarna baserades på. 